# Koreahalvön
Koreahalvön, även benämnt Korea efter det historiska landet, är en cirka 1 100 kilometer lång halvö i östra Asien. Den är beläget mellan Japanska havet i öster och Gula havet i väster. Den gränsar till Kina och Ryssland på fastlandet i norr och har en havsgräns till Japan i söder.

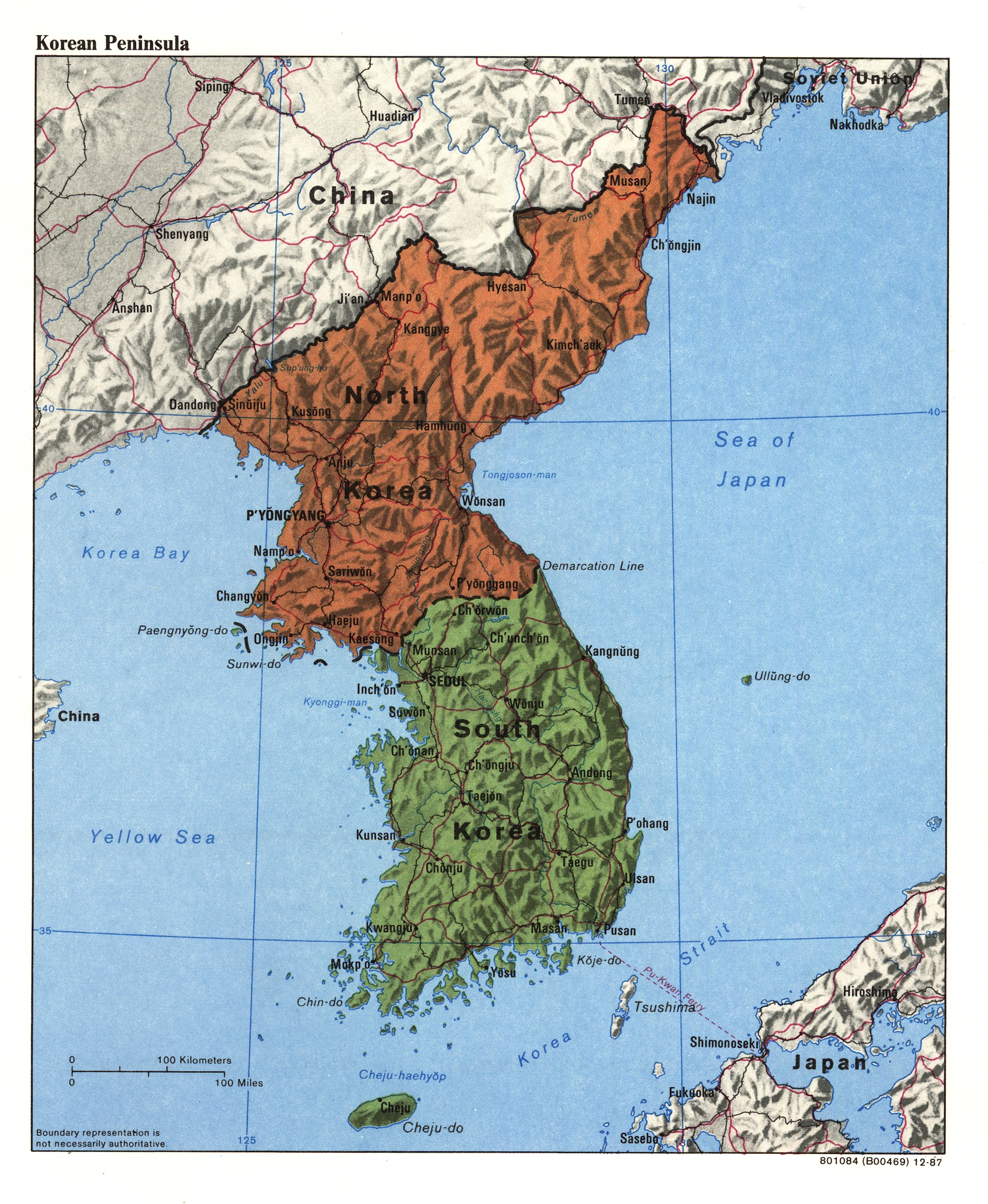
Koreahalvön med Nordkorea (i brunt) och Sydkorea (i grönt).

Halvön delad mellan Sydkorea och Nordkorea. Koreanska är det officiella språket i båda länderna.